# Eusebio Bava

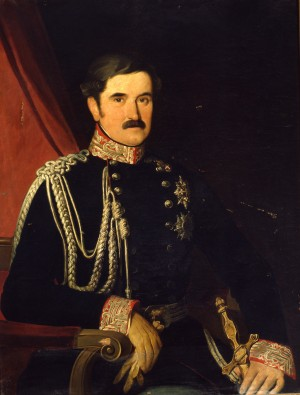
Retrato del General Eusebio Bava.

Eusebio Bava (6 de agosto de 1790 - 30 de abril de 1854) fue un general italiano que sirvió durante la primera guerra de Independencia italiana.

## Biografía
Nacido en Vercelli, Bava se presentó voluntario para luchar bajo la bandera napoleónica francesa contra Prusia en 1806. Participó en la campaña francesa contra España y Portugal, donde fue capturado por británicos en Oporto en 1809. Después de la abdicación de Napoleón, Bava volvió a Cerdeña, donde el rey Víctor Manuel I integró sus tropas en el ejército piamontés como batallón Cacciatori piemontesi. En 1838, fue nombrado comandante de la división de Turín, y dos años más tarde, fue ascendido a teniente general. 
Durante la primera guerra de Independencia italiana, el general Bava Comando uno de los dos cuerpos Piamonteses bajo el mando de Carlos Alberto, cuando este último lanzó una ofensiva contra Austria en Lombardía. A pesar del éxito de los Cinco jornadas de Milán, los Piamonteses no atacaron a las fuerzas austriacas en retirada en su punto más vulnerable y se limitó a seguirlas hasta el río Mintió. No obstante, Bava logró un primer éxito en la escaramuza de Pastrengo y luego propuso un plan para enfrentar al enemigo en batalla. Sin embargo, los planes sufrieron un gran cambio, lo que llevó a una derrota en la batalla de Santa Lucía. Aunque al principio la guerra iba relativamente bien, surgieron tensiones entre Bava y otros comandantes, incluyendo al rey, El ministro de guerra Antonio Franzini, y Ettore Gerbaix de Sonnaz debido a la falta de liderazgo decisivo de Carlos Alberto y el desacuerdo entre sus asesores. El mal genio del propio Bava se sumó a las dificultades en el mando.
Cuando Joseph Radetzky lanzó una ofensiva, derrotando la división toscana en Curtatone y Sarmede, Bava logró detener su avance con una victoria en la batalla de Goito, Sin embargo, un retraso permitió a Radetzky retomar la iniciativa, derrotando a los piamonteses en la batalla de Custoza y expulsándolos de Lombardía. Aunque el ejército había conservado su cohesión, Bava estaba convencido de que la campaña estaba perdida, decidió conducir sus fuerzas de vuelta al Piamonte.
Después del armisticio firmado el 9 de agosto, Bava, considerando que Carlos Alberto, había demostrado ser un comandante en jefe incapaz, siguió siendo de facto el jefe del ejército piamontés, y fue nombrado Generale in Capo (General en Jefe) en octubre 22. Sin embargo, cuando Wojciech Chrzanowski fue nombrado por el rey jefe del Estado Mayor del ejército, Bava, viendo esto como otra señal del rey de entrometerse en el ejército y considerado, por una parte, de la opinión pública como responsable del fracaso de la campaña, publicó un crítico informe sobre la misma para exculparse y declarar que la indecisión de Carlos Alberto había sido el mayor factor de la derrota.  Esto llevó al rey y al gobierno a acordar la destitución de Bava, y el 16 de febrero de 1849, fue formalmente destituido de su cargo, y sustituido por Chrzanowski (aunque ambiguamente como jefe de Estado Mayor de Carlos Alberto).
Nombrado senador en 1848, Eusebio Bava murió en Turin en 1854